# 通证经济学
通证经济学是一個專門研究和分析加密貨幣或区块链與經濟之間的關係的經濟學學科，通证经济学特別關注代幣的設計與流通。